# Paramo de Belmira
Le paramo de Belmira est un paramo situé en Colombie, dans le département d'Antioquia, à 64 km de Medellín.

## Géographie

### Topographie
Le paramo de Belmira est situé dans la cordillère Centrale des Andes, entre 3 100 et 3 340 mètres d'altitude. 
Il s'étend sur 1 080 ha dans les municipalités de Belmira et Entrerríos, dans le département d'Antioquia.